# يوجين باركر
يوجين نيومان باركر (بالإنجليزية: Eugene Newman Parker) (من مواليد 10 يونيو 1927) هو عالم فلك، وعالم فيزياء فلكية، وأستاذ جامعي من الولايات المتحدة الأمريكية. ولد في هوتون. وهو عضوٌ في الأكاديمية الوطنية للعلوم، والأكاديمية الأمريكية للفنون والعلوم.

## التعليم والعمل
قضى باركر أربع سنوات في جامعة يوتا، وعمل بجامعة شيكاغو منذ عام 1955، حيث شغل مناصب في قسم الفيزياء، وعلم الفلك وعلم الفيزياء الفلكية، ومعهد إنريكو فيرمي. تم انتخاب باركر للأكاديمية الوطنية للعلوم في عام 1967. في عام 2017، أعادت ناسا تسمية مسبارها الشمسي "Solar Probe Plus" إلى «باركر سولار بروب» (Parker Solar Probe) تكريماً له، مسجلاً بذلك أول مرة تُطلق فيها ناسا مركبة فضائية على اسم شخص حي. في عام 2018، منحته الجمعية الفيزيائية الأمريكية ميدالية لتحقيق إنجازات استثنائية في الأبحاث.

## مناصب وهيئات
أدار جامعة شيكاغو، وجامعة يوتا.

## جوائز
حصل على جوائز منها:
- جائزة هانز ألففين [الإنجليزية]‏ (2012)
- جائزة جيمس كلارك ماكسويل في فيزياء الهيولى [الإنجليزية]‏ (2003)
- جائزة كيوتو (2003)
- وسام بروس (1997)
- الميدالية الذهبية للجمعية الفلكية الملكية (1992)
- وسام كارل شفارنسشيلد (1990)
- ميدالية وليام بووي (1990)
- قلادة العلوم الوطنية الأمريكية (1989)
- جائزة المحاضر لهنري نوريس راسيل (1969).
- تكريمة من قبل وكالة ناسا الفضائية بإطلاق إسمه على مسبار باركر

## كتب
- المجالات المغناطيسية الكونية: أصلها ونشاطها، 1979، مطبعة جامعة أوكسفورد. (ردمك 978-0-19-851290-5).
- Spontaneous Current Sheets in Magnetic Fields: With Applications to Stellar X-rays, 1994, Oxford University Press. (ردمك 978-0-19-507371-3).
- محادثات حول المجالات الكهربائية والمغناطيسية في الكون، 2007، مطبعة جامعة برينستون. (ردمك 978-0-691-12841-2).